# Otto Morales Benítez
Otto Morales Benítez (* 7. August 1920 in Riosucio; † 23. Mai 2015 in Bogotá) war ein kolumbianischer Jurist und Politiker.
Morales Benítez war Direktor der Zeitschrift Colombiano und wurde bekannt für seine Literaturkritiken. Er war Dozent an der Päpstlichen Universität Bolivariana sowie an anderen Universitäten, war Mitglied im Kolumbianischen Parlament und von 1960 bis 1961 Landwirtschaftsminister Kolumbiens.
2010 wurde Morales Benítez durch die Academia Colombiana de la Lengua für den Prinz-von-Asturien-Preis nominiert.
Nach ihm ist das Centro Otto Morales Benítez in Bogotá benannt.